# 山东大学章丘校区
山东大学章丘校区坐落于济南市章丘区，是山东大学在章丘设立的一个校区。规划有13个学院和3个教学部，42个本科专业，34个硕士专业，9个博士专业，涉及文学、理学、工学、经济学、法学和管理学等六大学科门类。